# Tinea pagiducha
Tinea pagiducha är en fjärilsart som beskrevs av Edward Meyrick 1932. Tinea pagiducha ingår i släktet Tinea och familjen äkta malar. Inga underarter finns listade i Catalogue of Life.